# Alfonso Corona Blake
Alfonso Corona Blake (Autlán de Navarro, 2 gennaio 1919 – Città del Messico, 21 gennaio 1999) è stato un regista e sceneggiatore messicano.

## Biografia
Inizia negli anni quaranta come assistente di registi quali Alfredo B. Crevenna, Miguel Morayta e Roberto Gavaldón e debutta dietro la macchina da presa nel 1956 con il dramma El camino de la vida, che ottiene diversi riconoscimenti tra cui una menzione d'onore per la regia al Festival di Berlino. A partire dalla fine degli anni cinquanta dirige oltre venti film, per alcuni dei quali è anche autore della sceneggiatura, spaziando tra quasi tutti i generi, dal dramma (Felicidad, 1957) all'horror (La mujer y la bestia, 1959), dal western (Yo, el valiente, 1964) alla commedia musicale (Fiebre de juventud, 1966), dalla fantascienza (Alerta, alta tensión, 1969) al film d'azione (Más allá de la violencia, 1971).
È morto nel 1999, all'età di ottant'anni, a causa di un'emorragia cerebrale.

## Filmografia

### Regista
- El camino de la vida (1956)
- Felicidad (1957)
- La torre de marfil (1958)
- Cabaret trágico (1958)
- La mujer y la bestia (1959)
- Sete d'amore (Sed de amor) (1959)
- Lágrimas de amor (1959)
- Yo pecador (1959)
- Verano violento (1960)
- Creo en ti (1960)
- El mundo de los vampiros (1961)
- El pecado de una madre (1962)
- Argos alla riscossa (Santo vs. las mujeres vampiro) (1962)
- Pecado (1962)
- El cielo y la tierra (1962)
- Argos contro le 7 maschere di cera (Santo en el museo de cera) (1963)
- Yo, el valiente (1964)
- Audaz y bravero (1965)
- Fiebre de juventud (1966)
- Los malvados (1966)
- Arrullo de Dios (1967)
- El centauro Pancho Villa (1967)
- Las pecadoras (1968)
- Alerta, alta tensión (1969) – Co-regia con Fernando Durán Rojas
- Dos valientes (1969)
- Mujeres de medianoche (1969) – Co-regia con José Luis González de León
- Más allá de la violencia (1971)

### Sceneggiatore
- Felicidad, regia di Alfonso Corona Blake (1957)
- Cabaret trágico, regia di Alfonso Corona Blake (1958)
- La mujer y la bestia, regia di Alfonso Corona Blake (1959)
- Sete d'amore (Sed de amor), regia di Alfonso Corona Blake (1959)
- Argos alla riscossa (Santo vs. las mujeres vampiro), regia di Alfonso Corona Blake (1962)
- Pecado, regia di Alfonso Corona Blake (1962)
- Argos contro le 7 maschere di cera (Santo en el museo de cera), regia di Alfonso Corona Blake (1963)
- Yo, el valiente, regia di Alfonso Corona Blake (1964)
- Audaz y bravero, regia di Alfonso Corona Blake (1965)
- Dos valientes, regia di Alfonso Corona Blake (1969)
- Más allá de la violencia, regia di Alfonso Corona Blake (1971)

## Riconoscimenti
- Premio Ariel
  - 1957 – Miglior film per El camino de la vida
  - 1957 – Miglior regia per El camino de la vida
  - 1957 – Premio al film di maggior interesse nazionale per El camino de la vida

- Festival internazionale del cinema di Berlino
  - 1956 – Menzione d'onore per la regia di El camino de la vida
  - 1956 – Premio OCIC, menzione speciale per El camino de la vida
  - 1956 – Candidatura all'Orso d'oro per El camino de la vida
  - 1957 – Candidatura all'Orso d'oro per Felicidad

- Festival internazionale del cinema di Mar del Plata
  - 1960 – Premio FIPRESCI per Verano violento (ex aequo con Il ponte di Bernhard Wicki)